# Chan Vathanaka
Chan Vathanaka (sinh ngày 23 tháng 1 năm 1994), thường được biết đến với biệt danh CV11, là một cầu thủ bóng đá người Campuchia đang thi đấu cho câu lạc bộ Pahang FA của Malaysia và đội tuyển bóng đá quốc gia Campuchia. Anh chơi ở vị trí tiền đạo.

## Sự nghiệp câu lạc bộ

### Prea Khan Reach
Vathanaka được đôn lên đội một Preah Khan Reach năm 2011-2012.

### Boeung Ket Angkor
Vathanaka đã ký hợp đồng với Boeung Ket Angkor vào năm 2012.
Ở mùa giải 2015, vào ngày 1 tháng 8 năm 2015, Vathanaka ghi được tất cả sáu bàn thắng trong chiến thắng 6-0 trước Asia Europe United. Ấn tượng hơn, đây không phải là thành tích tốt nhất của anh; trong một trận thắng với tỷ số 12-2 trước Kirivong Sok Sen Chey vào ngày 11 tháng 7 năm 2015, Vathanaka ghi được tám bàn thắng, thành tích cao nhất của một cầu thủ Campuchia ở giải đấu này, cũng như giúp anh sở hữu đến 16 bàn thắng chỉ trong 8 trận đầu tiên của mùa giải 2015.
Trong trận bán kết của Giải bóng đá vô địch các câu lạc bộ sông Mê Kông 2015, Vathanaka ghi cả ba bàn thắng trong chiến thắng gây sốc 3-2 trước câu lạc bộ bóng đá Becamex Bình Dương của Việt Nam, đưa Boeung Ket Angkor vào chung kết. Mặc dù Boeung Ket Angkor đã thua trận chung kết trước đại diện Thái Lan là Buriram United, Vathanaka đã hoàn thành giải đấu với tư cách là cầu thủ ghi bàn cao nhất, với 5 bàn thắng, và cũng được xem là cầu thủ xuất sắc nhất giải.
Vathanaka kết thúc mùa giải 2015 với 35 bàn thắng cho câu lạc bộ tính riêng ở giải VĐQG và tổng cộng 55 bàn thắng nếu tính tất cả các giải đấu trong màu áo ĐTQG và câu lạc bộ, một thành tích vượt trội so với hầu hết mọi cầu thủ Đông Nam Á.
Trận khởi đầu đầu tiên của mùa giải 2016, Vathanaka đã lập hat-trick trong vòng năm phút khi Boeung Ket Angkor đánh bại CMAC FC 6-0.
Trong trận đấu với Svay Rieng vào ngày 21 tháng 5 năm 2016, Vathanaka đã ghi 3 bàn thắng ở phút 85, 89, và 90 + 3 khi đội của anh đến ngược dòng giành chiến thắng 3-1. Bàn thắng đầu tiên, một cú volley chân trái táo bạo từ một đường chuyền, được ứng cử là một trong những bàn thắng đẹp nhất của mùa giải 2016.
Vathanaka kết thúc giải VĐQG Campuchia năm 2016 với tư cách là cầu thủ ghi bàn hàng đầu trong năm thứ hai liên tiếp với 22 bàn thắng, khi đội của anh Boeung Ket Angkor giành được chức vô địch sau khi hòa trận đấu cuối cùng.

### Fujiyeda MYFC
Trong mùa giải 2016, Vathanaka đã được cho mượn ở đội J3 League của Nhật Bản. Mặc chiếc áo số 11 mang tính biểu tượng của mình, Vathanaka đã không được ra sân trong đội hình xuất phát trong một trận đấu nào trong suốt thời gian của anh ở đội và chỉ được vào thay thế vào những phút thi đấu cuối cùng.

### Pahang FA
Vào tháng 12 năm 2017, Vathanaka đã ký hợp đồng với Pahang FA ở Malaysia cho mùa giải sắp tới sau khoảng thời gian đáng quên ở Nhật Bản.

## Đội tuyển bóng đá quốc gia Campuchia
Chan Vathanaka thi đấu cho đội tuyển bóng đá quốc gia Campuchia từ năm 2013. Ở vòng bảng giải vô địch bóng đá Đông Nam Á 2016, anh ghi 1 cú đúp vào lưới Malaysia nhưng Campuchia vẫn thất bại với tỷ số 2-3.

### Ra sân đội tuyển quốc gia
| Đội tuyển bóng đá Campuchia | Đội tuyển bóng đá Campuchia | Đội tuyển bóng đá Campuchia |
| Năm                         | Trận                        | Bàn                         |
| --------------------------- | --------------------------- | --------------------------- |
| 2013                        | 2                           | 0                           |
| 2014                        | 6                           | 2                           |
| 2015                        | 6                           | 2                           |
| 2016                        | 14                          | 6                           |
| 2017                        | 9                           | 3                           |
| 2018                        | 8                           | 3                           |
| 2021                        | 4                           | 3                           |
| Tổng cộng                   | 49                          | 19                          |

### Bàn thắng quốc tế
| Danh sách bàn thắng quốc tế của Chan Vathanaka | Danh sách bàn thắng quốc tế của Chan Vathanaka | Danh sách bàn thắng quốc tế của Chan Vathanaka             | Danh sách bàn thắng quốc tế của Chan Vathanaka | Danh sách bàn thắng quốc tế của Chan Vathanaka | Danh sách bàn thắng quốc tế của Chan Vathanaka | Danh sách bàn thắng quốc tế của Chan Vathanaka | Danh sách bàn thắng quốc tế của Chan Vathanaka |
| #                                              | Ngày                                           | Địa điểm                                                   | Đối thủ                                        | Bàn thắng                                      | Kết quả                                        | Giải đấu                                       |                                                |
| ---------------------------------------------- | ---------------------------------------------- | ---------------------------------------------------------- | ---------------------------------------------- | ---------------------------------------------- | ---------------------------------------------- | ---------------------------------------------- | ---------------------------------------------- |
| 1.                                             | 8 tháng 10 năm 2014                            | Sân vận động Thành phố Đài Bắc, Đài Bắc, Đài Loan          | Đài Bắc Trung Hoa                              | 1–0                                            | 2–0                                            | Giao hữu                                       |                                                |
| 2.                                             | 8 tháng 10 năm 2014                            | Sân vận động Thành phố Đài Bắc, Đài Bắc, Đài Loan          | Đài Bắc Trung Hoa                              | 2–0                                            | 2–0                                            | Giao hữu                                       |                                                |
| 3.                                             | 12 tháng 3 năm 2015                            | Sân vận động Olympic Phnôm Pênh, Phnôm Pênh, Campuchia     | Ma Cao                                         | 1–0                                            | 3–0                                            | Vòng loại World Cup 2018                       |                                                |
| 4.                                             | 12 tháng 3 năm 2015                            | Sân vận động Olympic Phnôm Pênh, Phnôm Pênh, Campuchia     | Ma Cao                                         | 2–0                                            | 3–0                                            | Vòng loại World Cup 2018                       |                                                |
| 5.                                             | 28 tháng 7 năm 2016                            | Sân vận động Olympic Phnôm Pênh, Phnôm Pênh, Campuchia     | Singapore                                      | 1–0                                            | 2–1                                            | Giao hữu                                       |                                                |
| 6.                                             | 1 tháng 9 năm 2016                             | Sân vận động Vượng Giác, Vượng Giác, Hồng Kông             | Hồng Kông                                      | 2–3                                            | 2–4                                            | Giao hữu                                       |                                                |
| 7.                                             | 21 tháng 10 năm 2016                           | Sân vận động Olympic Phnôm Pênh, Phnôm Pênh, Campuchia     | Đông Timor                                     | 2–0                                            | 3–2                                            | Vòng loại AFF Cup 2016                         |                                                |
| 8.                                             | 21 tháng 10 năm 2016                           | Sân vận động Olympic Phnôm Pênh, Phnôm Pênh, Campuchia     | Đông Timor                                     | 3–2                                            | 3–2                                            | Vòng loại AFF Cup 2016                         |                                                |
| 9.                                             | 20 tháng 11 năm 2016                           | Sân vận động Thuwunna, Yangon, Myanmar                     | Malaysia                                       | 1–0                                            | 2–3                                            | AFF Cup 2016                                   |                                                |
| 10.                                            | 20 tháng 11 năm 2016                           | Sân vận động Thuwunna, Yangon, Myanmar                     | Malaysia                                       | 2–1                                            | 2–3                                            | AFF Cup 2016                                   |                                                |
| 11.                                            | 22 tháng 3 năm 2017                            | Sân vận động Olympic Phnôm Pênh, Phnôm Pênh, Campuchia     | Ấn Độ                                          | 2–3                                            | 2–3                                            | Giao hữu                                       |                                                |
| 12.                                            | 5 tháng 9 năm 2017                             | Sân vận động Olympic Phnôm Pênh, Phnôm Pênh, Campuchia     | Việt Nam                                       | 1–1                                            | 1–2                                            | Vòng loại Asian Cup 2019                       |                                                |
| 13.                                            | 5 tháng 10 năm 2017                            | Sân vận động Patriot Candrabhaga, Bekasi, Indonesia        | Indonesia                                      | 1–2                                            | 1–3                                            | Giao hữu                                       |                                                |
| 14.                                            | 12 tháng 10 năm 2018                           | Sân vận động Olympic Phnôm Pênh, Phnôm Pênh, Campuchia     | Đông Timor                                     | 1–1                                            | 2–2                                            | Giao hữu                                       |                                                |
| 15.                                            | 12 tháng 11 năm 2018                           | Sân vận động Mandalarthiri, Mandalay, Myanmar              | Myanmar                                        | 1–0                                            | 1–4                                            | AFF Cup 2018                                   |                                                |
| 16.                                            | 20 tháng 11 năm 2018                           | Sân vận động Olympic Phnôm Pênh, Phnôm Pênh, Campuchia     | Lào                                            | 1–0                                            | 3–1                                            | AFF Cup 2018                                   |                                                |
| 17.                                            | 9 tháng 10 năm 2021                            | Sân vận động Thành phố Thể thao Khalifa, Isa Town, Bahrain | Guam                                           | 1–0                                            | 1–0                                            | Vòng loại Asian Cup 2023                       |                                                |
| 18.                                            | 15 tháng 12 năm 2021                           | Sân vận động Bishan, Bishan, Singapore                     | Lào                                            | 1–0                                            | 3–0                                            | AFF Cup 2020                                   |                                                |
| 19.                                            | 15 tháng 12 năm 2021                           | Sân vận động Bishan, Bishan, Singapore                     | Lào                                            | 2–0                                            | 3–0                                            | AFF Cup 2020                                   |                                                |